# CS Moulien
CS Moulien – gwadelupski klub piłkarski z siedzibą w mieście Le Moule, obecnie występuje w najwyższej klasie Gwadelupy.

## Sukcesy
- Mistrzostwo Gwadelupy (12): 1952/53, 1954/55, 1955/56, 1964/65, 1983/84, 1984/85, 1993/94, 2008/09, 2010/11, 2012/13, 2013/14, 2017/18
- Puchar Gwadelupy (8): 1948, 1954, 1972, 1974, 2008, 2010, 2013, 2014
- Ligue des Antilles (2): 1947, 1955